# Cyathula
Cyathula là chi thực vật có hoa trong họ Amaranthaceae.